# SPECULOOS

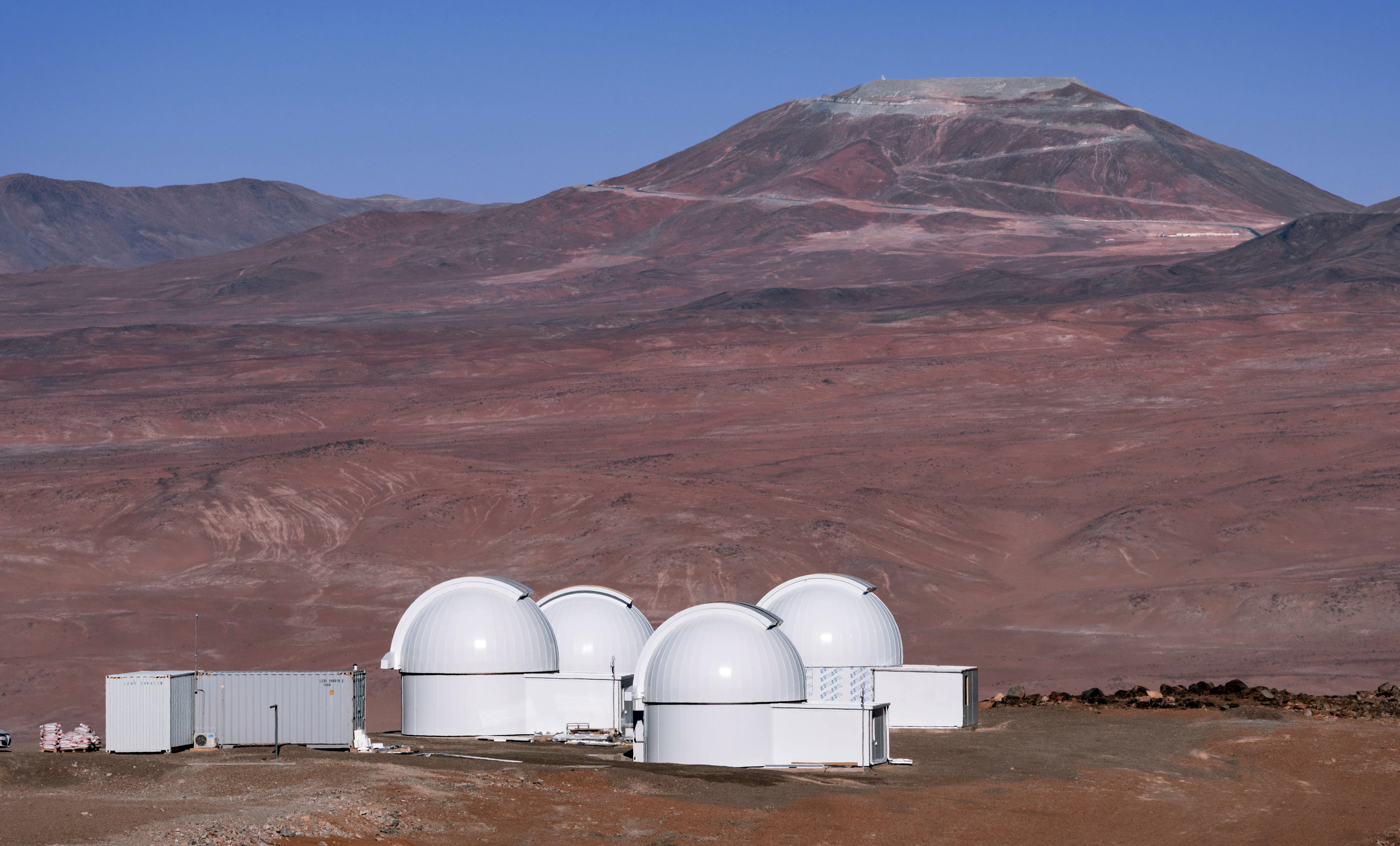
Teleskop-Ensemble beim Paranal-Observatorium in Chile

SPECULOOS (Apronym für Search for habitable Planets EClipsing ULtra-cOOl Stars) ist ein Projekt unter der Federführung der Universität Lüttich, das erdähnliche Exoplaneten in der Nähe kühler Sterne der Spektralklasse M7 bis hin zu Braunen Zwergen aufspüren soll. Es baut auf der Erfahrung mit TRAPPIST auf.

## Teleskope
Im Endausbau soll das Projekt über zwei Ensembles von je vier Spiegelteleskopen verfügen. Diese Teleskope sind ferngesteuert, folgen dem Ritchey-Chrétien-Design mit einem 1 Meter durchmessenden Primärspiegel, und haben Kameras mit hoher Empfindlichkeit im nahen Infrarot.
- Das Ensemble SPECULOOS SSO steht auf der Südhalbkugel auf dem Gelände des Paranal-Observatoriums in Chile und nahm seinen wissenschaftlichen Betrieb im Januar 2019 auf. Benannt wurden die Teleskope nach vier großen Jupitermonden: Io, Europa, Ganymede und Callisto.[3]

- Die Errichtung des Ensembles SPECULOOS SNO ist auf der Nordhalbkugel auf dem Teide (Teneriffa) vorgesehen.[4] Dort nahm am 20. Juni 2019 das erste Teleskop „Artémis“ seinen Betrieb, auf dessen Hauptfinanzierer ist das MIT.[5]

## Trivia
Der Projektname spielt auf die flämische Bezeichnung speculoos für Spekulatius an.